# Okręg wyborczy nr 48 do Sejmu Rzeczypospolitej Polskiej (1993–2001)
Okręg wyborczy nr 48 do Sejmu Rzeczypospolitej Polskiej (1993–2001) obejmował województwo wałbrzyskie. W ówczesnym kształcie został utworzony w 1993. Wybieranych było w nim 8 posłów w systemie proporcjonalnym.
Siedzibą okręgowej komisji wyborczej był Wałbrzych.

## Wyniki wyborów
| Podział 8 mandatów: SLD: 4 UP: 1 PSL: 1 UD: 2 |

| Podział 8 mandatów: SLD: 4 UW: 1 AWS: 3 |

## Reprezentanci okręgu
| Sejm | Rok  | Poseł KW                                | Poseł KW                                | Poseł KW                                | Poseł KW                                | Poseł KW                                | Poseł KW                                | Poseł KW                                | Poseł KW                                | Poseł KW                                | Poseł KW                                | Poseł KW                                | Poseł KW                                | Poseł KW                                | Poseł KW                                | Poseł KW                                | Poseł KW                                |
| ---- | ---- | --------------------------------------- | --------------------------------------- | --------------------------------------- | --------------------------------------- | --------------------------------------- | --------------------------------------- | --------------------------------------- | --------------------------------------- | --------------------------------------- | --------------------------------------- | --------------------------------------- | --------------------------------------- | --------------------------------------- | --------------------------------------- | --------------------------------------- | --------------------------------------- |
| II   | 1993 |                                         | C. Pogoda SLD                           |                                         | J. Lityński UD (1993) UW (1997)         |                                         | M. Dyduch SLD                           |                                         | J. Grabek SLD                           |                                         | M. Jedoń SLD                            |                                         | Z. Jakubczyk UP                         |                                         | J. Kurzawa PSL                          |                                         | K. Budnik UD                            |
| III  | 1997 |                                         | C. Pogoda SLD                           | K. Herman SLD                           | J. Lityński UD (1993) UW (1997)         |                                         | M. Dyduch SLD                           | Z. Senkowski AWS                        |                                         | L. Szewc AWS                            | M. Jedoń SLD                            |                                         | R. Wawryniewicz AWS                     |                                         |                                         |                                         |                                         |
| IV   | 2001 | okręg zniesiony – patrz okręgi nr 2 i 3 | okręg zniesiony – patrz okręgi nr 2 i 3 | okręg zniesiony – patrz okręgi nr 2 i 3 | okręg zniesiony – patrz okręgi nr 2 i 3 | okręg zniesiony – patrz okręgi nr 2 i 3 | okręg zniesiony – patrz okręgi nr 2 i 3 | okręg zniesiony – patrz okręgi nr 2 i 3 | okręg zniesiony – patrz okręgi nr 2 i 3 | okręg zniesiony – patrz okręgi nr 2 i 3 | okręg zniesiony – patrz okręgi nr 2 i 3 | okręg zniesiony – patrz okręgi nr 2 i 3 | okręg zniesiony – patrz okręgi nr 2 i 3 | okręg zniesiony – patrz okręgi nr 2 i 3 | okręg zniesiony – patrz okręgi nr 2 i 3 | okręg zniesiony – patrz okręgi nr 2 i 3 | okręg zniesiony – patrz okręgi nr 2 i 3 |

### Wybory parlamentarne 1993
| Komitet wyborczy                                      | Komitet wyborczy                                     | Głosów | %     | Mandaty | Wybrani posłowie                                             |
| ----------------------------------------------------- | ---------------------------------------------------- | ------ | ----- | ------- | ------------------------------------------------------------ |
|                                                       | Sojusz Lewicy Demokratycznej                         | 64 125 | 24,86 | 4       | Czesław Pogoda, Marek Dyduch, Józef Grabek, Mieczysław Jedoń |
|                                                       | Unia Demokratyczna                                   | 28 882 | 11,20 | 2       | Jan Lityński, Krzysztof Budnik                               |
|                                                       | Polskie Stronnictwo Ludowe                           | 27 641 | 10,72 | 1       | Jarosław Kurzawa                                             |
|                                                       | Unia Pracy                                           | 27 090 | 10,50 | 1       | Zygmunt Jakubczyk                                            |
|                                                       | Niezależny Samorządny Związek Zawodowy „Solidarność” | 18 884 | 7,32  | –       |                                                              |
|                                                       | Konfederacja Polski Niepodległej                     | 14 048 | 5,45  | –       |                                                              |
|                                                       | Bezpartyjny Blok Wspierania Reform                   | 12 842 | 4,98  | –       |                                                              |
|                                                       | Katolicki Komitet Wyborczy „Ojczyzna”                | 12 393 | 4,81  | –       |                                                              |
|                                                       | Porozumienie Centrum                                 | 12 264 | 4,76  | –       |                                                              |
|                                                       | Samoobrona – Leppera                                 | 11 641 | 4,51  | –       |                                                              |
|                                                       | Partia X                                             | 7696   | 2,98  | –       |                                                              |
|                                                       | Kongres Liberalno-Demokratyczny                      | 6320   | 2,45  | –       |                                                              |
|                                                       | Unia Polityki Realnej                                | 5560   | 2,16  | –       |                                                              |
|                                                       | Koalicja dla Rzeczypospolitej                        | 4447   | 1,72  | –       |                                                              |
|                                                       | Polskie Stronnictwo Ludowe – Porozumienie Ludowe     | 3023   | 1,17  | –       |                                                              |
|                                                       | Polska Partia Przyjaciół Piwa                        | 1038   | 0,40  | –       |                                                              |
| Frekwencja: 49,85% Źródło: Państwowa Komisja Wyborcza |                                                      |        |       |         |                                                              |

Poniższa tabela przedstawia podział mandatów dla komitetów wyborczych na podstawie uzyskanych głosów, a następnie obliczonych ilorazów wyborczych na podstawie metody D’Hondta.
| Podział mandatów dla komitetów wyborczych na podstawie metody D’Hondta | Podział mandatów dla komitetów wyborczych na podstawie metody D’Hondta | Podział mandatów dla komitetów wyborczych na podstawie metody D’Hondta | Podział mandatów dla komitetów wyborczych na podstawie metody D’Hondta | Podział mandatów dla komitetów wyborczych na podstawie metody D’Hondta | Podział mandatów dla komitetów wyborczych na podstawie metody D’Hondta | Podział mandatów dla komitetów wyborczych na podstawie metody D’Hondta | Podział mandatów dla komitetów wyborczych na podstawie metody D’Hondta | Podział mandatów dla komitetów wyborczych na podstawie metody D’Hondta | Podział mandatów dla komitetów wyborczych na podstawie metody D’Hondta | Podział mandatów dla komitetów wyborczych na podstawie metody D’Hondta | Podział mandatów dla komitetów wyborczych na podstawie metody D’Hondta |
| Komitet wyborczy                                                       | Komitet wyborczy                                                       | Liczba głosów                                                          | Iloraz wyborczy                                                        | Iloraz wyborczy                                                        | Iloraz wyborczy                                                        | Iloraz wyborczy                                                        | Iloraz wyborczy                                                        | Iloraz wyborczy                                                        | Iloraz wyborczy                                                        | Mandaty                                                                | TP                                                                     |
| Komitet wyborczy                                                       | Komitet wyborczy                                                       | Liczba głosów                                                          | /1                                                                     | /2                                                                     | /3                                                                     | /4                                                                     | /5                                                                     | ...                                                                    | /8                                                                     | Mandaty                                                                | TP                                                                     |
| ---------------------------------------------------------------------- | ---------------------------------------------------------------------- | ---------------------------------------------------------------------- | ---------------------------------------------------------------------- | ---------------------------------------------------------------------- | ---------------------------------------------------------------------- | ---------------------------------------------------------------------- | ---------------------------------------------------------------------- | ---------------------------------------------------------------------- | ---------------------------------------------------------------------- | ---------------------------------------------------------------------- | ---------------------------------------------------------------------- |
|                                                                        | Sojusz Lewicy Demokratycznej                                           | 64 125                                                                 | 64 125                                                                 | 32 063                                                                 | 21 375                                                                 | 16 031                                                                 | 12 825                                                                 | ...                                                                    | 8016                                                                   | 4                                                                      | 2,94                                                                   |
|                                                                        | Unia Demokratyczna                                                     | 28 882                                                                 | 28 882                                                                 | 14 441                                                                 | 9627                                                                   | 7221                                                                   | 5776                                                                   | ...                                                                    | 3610                                                                   | 2                                                                      | 1,32                                                                   |
|                                                                        | Polskie Stronnictwo Ludowe                                             | 27 641                                                                 | 27 641                                                                 | 13 821                                                                 | 9214                                                                   | 6910                                                                   | 5528                                                                   | ...                                                                    | 3455                                                                   | 1                                                                      | 1,27                                                                   |
|                                                                        | Unia Pracy                                                             | 27 090                                                                 | 27 090                                                                 | 13 545                                                                 | 9030                                                                   | 6773                                                                   | 5418                                                                   | ...                                                                    | 3386                                                                   | 1                                                                      | 1,24                                                                   |
|                                                                        | Konfederacja Polski Niepodległej                                       | 14 048                                                                 | 14 048                                                                 | 7024                                                                   | 4683                                                                   | 3512                                                                   | 2810                                                                   | ...                                                                    | 1756                                                                   | 0                                                                      | 0,64                                                                   |
|                                                                        | Bezpartyjny Blok Wspierania Reform                                     | 12 842                                                                 | 12 842                                                                 | 6421                                                                   | 4281                                                                   | 3211                                                                   | 2568                                                                   | ...                                                                    | 1605                                                                   | 0                                                                      | 0,59                                                                   |
| Ogółem                                                                 | Ogółem                                                                 | 174 628                                                                | —                                                                      | —                                                                      | —                                                                      | —                                                                      | —                                                                      | —                                                                      | —                                                                      | 8                                                                      | 8                                                                      |

### Wybory parlamentarne 1997
| Komitet wyborczy                                      | Komitet wyborczy                          | Głosów | %     | Mandaty | Wybrani posłowie                                                |
| ----------------------------------------------------- | ----------------------------------------- | ------ | ----- | ------- | --------------------------------------------------------------- |
|                                                       | Sojusz Lewicy Demokratycznej              | 91 599 | 38,36 | 4       | Marek Dyduch, Mieczysław Jedoń, Czesław Pogoda, Krystyna Herman |
|                                                       | Akcja Wyborcza Solidarność                | 66 125 | 27,69 | 3       | Zbigniew Senkowski, Leszek Szewc, Ryszard Wawryniewicz          |
|                                                       | Unia Wolności                             | 27 821 | 11,65 | 1       | Jan Lityński                                                    |
|                                                       | Unia Pracy                                | 15 961 | 6,68  | –       |                                                                 |
|                                                       | Ruch Odbudowy Polski                      | 9494   | 3,98  | –       |                                                                 |
|                                                       | Polskie Stronnictwo Ludowe                | 9216   | 3,86  | –       |                                                                 |
|                                                       | Krajowa Partia Emerytów i Rencistów       | 6087   | 2,55  | –       |                                                                 |
|                                                       | Krajowe Porozumienie Emerytów i Rencistów | 4952   | 2,07  | –       |                                                                 |
|                                                       | Unia Prawicy Rzeczypospolitej             | 4569   | 1,91  | –       |                                                                 |
|                                                       | Blok dla Polski                           | 2942   | 1,23  | –       |                                                                 |
| Frekwencja: 45,31% Źródło: Państwowa Komisja Wyborcza |                                           |        |       |         |                                                                 |

Poniższa tabela przedstawia podział mandatów dla komitetów wyborczych na podstawie uzyskanych głosów, a następnie obliczonych ilorazów wyborczych na podstawie metody D’Hondta.
| Podział mandatów dla komitetów wyborczych na podstawie metody D’Hondta | Podział mandatów dla komitetów wyborczych na podstawie metody D’Hondta | Podział mandatów dla komitetów wyborczych na podstawie metody D’Hondta | Podział mandatów dla komitetów wyborczych na podstawie metody D’Hondta | Podział mandatów dla komitetów wyborczych na podstawie metody D’Hondta | Podział mandatów dla komitetów wyborczych na podstawie metody D’Hondta | Podział mandatów dla komitetów wyborczych na podstawie metody D’Hondta | Podział mandatów dla komitetów wyborczych na podstawie metody D’Hondta | Podział mandatów dla komitetów wyborczych na podstawie metody D’Hondta | Podział mandatów dla komitetów wyborczych na podstawie metody D’Hondta | Podział mandatów dla komitetów wyborczych na podstawie metody D’Hondta | Podział mandatów dla komitetów wyborczych na podstawie metody D’Hondta |
| Komitet wyborczy                                                       | Komitet wyborczy                                                       | Liczba głosów                                                          | Iloraz wyborczy                                                        | Iloraz wyborczy                                                        | Iloraz wyborczy                                                        | Iloraz wyborczy                                                        | Iloraz wyborczy                                                        | Iloraz wyborczy                                                        | Iloraz wyborczy                                                        | Mandaty                                                                | TP                                                                     |
| Komitet wyborczy                                                       | Komitet wyborczy                                                       | Liczba głosów                                                          | /1                                                                     | /2                                                                     | /3                                                                     | /4                                                                     | /5                                                                     | ...                                                                    | /8                                                                     | Mandaty                                                                | TP                                                                     |
| ---------------------------------------------------------------------- | ---------------------------------------------------------------------- | ---------------------------------------------------------------------- | ---------------------------------------------------------------------- | ---------------------------------------------------------------------- | ---------------------------------------------------------------------- | ---------------------------------------------------------------------- | ---------------------------------------------------------------------- | ---------------------------------------------------------------------- | ---------------------------------------------------------------------- | ---------------------------------------------------------------------- | ---------------------------------------------------------------------- |
|                                                                        | Sojusz Lewicy Demokratycznej                                           | 91 599                                                                 | 91 599                                                                 | 45 800                                                                 | 30 533                                                                 | 22 900                                                                 | 18 320                                                                 | ...                                                                    | 11 450                                                                 | 4                                                                      | 3,59                                                                   |
|                                                                        | Akcja Wyborcza Solidarność                                             | 66 125                                                                 | 66 125                                                                 | 33 063                                                                 | 22 042                                                                 | 16 531                                                                 | 13 225                                                                 | ...                                                                    | 8266                                                                   | 3                                                                      | 2,59                                                                   |
|                                                                        | Unia Wolności                                                          | 27 821                                                                 | 27 821                                                                 | 13 911                                                                 | 9274                                                                   | 6955                                                                   | 5564                                                                   | ...                                                                    | 3478                                                                   | 1                                                                      | 1,09                                                                   |
|                                                                        | Ruch Odbudowy Polski                                                   | 9494                                                                   | 9494                                                                   | 4747                                                                   | 3165                                                                   | 2374                                                                   | 1899                                                                   | ...                                                                    | 1187                                                                   | 0                                                                      | 0,37                                                                   |
|                                                                        | Polskie Stronnictwo Ludowe                                             | 9216                                                                   | 9216                                                                   | 4608                                                                   | 3072                                                                   | 2304                                                                   | 1843                                                                   | ...                                                                    | 1152                                                                   | 0                                                                      | 0,36                                                                   |
| Ogółem                                                                 | Ogółem                                                                 | 204 255                                                                | —                                                                      | —                                                                      | —                                                                      | —                                                                      | —                                                                      | —                                                                      | —                                                                      | 8                                                                      | 8                                                                      |